# Atractosteus spatula
Atractosteus spatula és una espècie de peix ossi de la familia Lepisosteidae. És el peix d'aigua dolça més gran que, a diferència dels altres peixos de la seva familia, presenta una doble filera de dents en el seu maxilar superior.

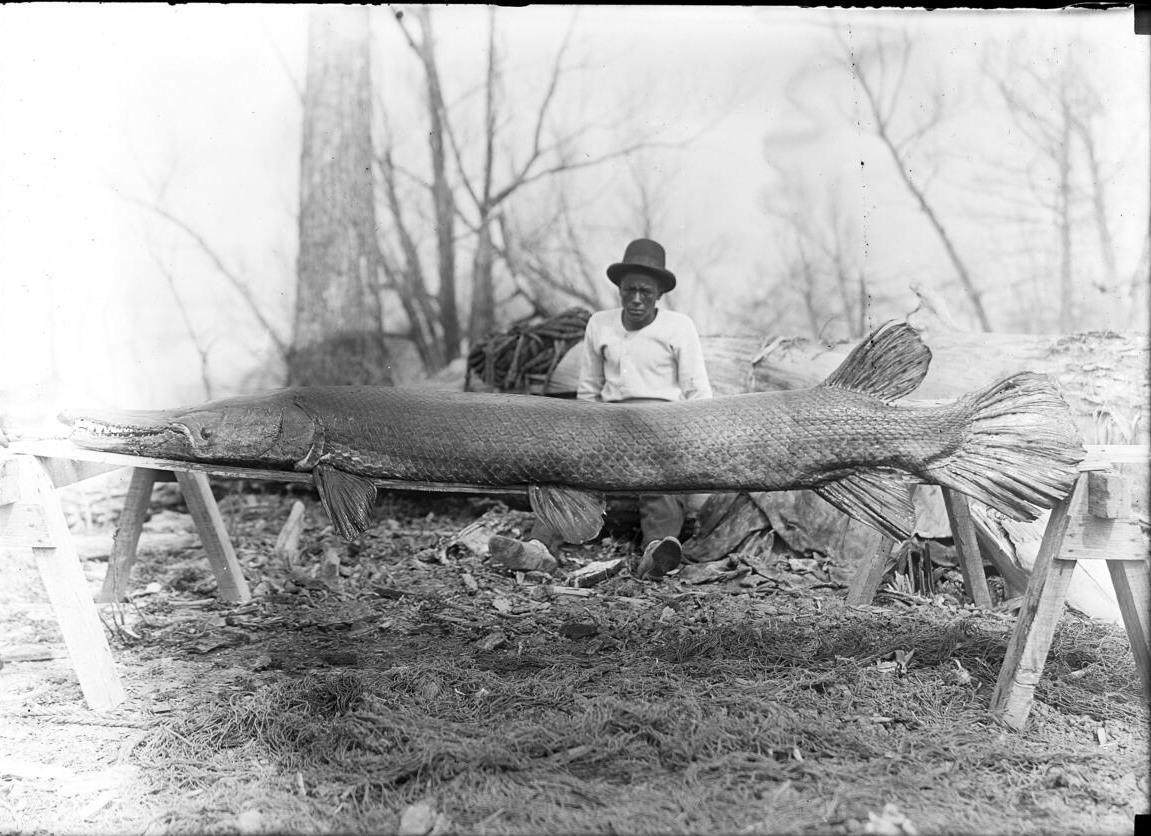
Exemplar adult de peix cocodril capturat al Moon Lake, Mississipi. Març del 2010.

El seu record fòssil traça el seu origen al Cretaci inferior, fa 100 milions d'anys. Tots els organismes que pertanyen a l'ordre dels Lepisosteïformes es consideren com a peixos primitius o fòssils vivents, perquè han mantingut característiques morfològiques dels seus avantpassats, com el fet de tenir un intestí en forma de vàlvula espiral (com és el cas dels taurons) i l'habilitat de respirar fora de l'aigua. El seu nom comú (peix cocodril) deriva de la seva semblança amb l'Al·ligàtor del Mississipi, en particular els seus amples musells i les seves dents llargues i afilades. Proves anecdòtiques suggereixen que aquests peixos poden arribar als 3 metres de longitud.
El seu cos té forma de torpede, normalment de color marrò que es va difuminant cap a un gris a la superfície ventral. Les seves escates són ganoides, similars als ossos i de forma romboide. Aquestes escates són gairebé impenetrables i suposen una protecció excel·lent davant la depredació. Són depredadors que ataquen mitjançant emboscades, generalment piscívors, però també es poden alimentar d'anseriformes i petits mamífers que troben flotant a la superfície de l'aigua.
Les poblacions d'aquesta espècie han patit extirpació local de molts dels seus territoris com a resultat de la destrucció del seu hàbitat i la matança indiscriminada. Avui en dia, aquesta espècie es troba principalment al sud dels Estats Units i s'estén cap al Mèxic. Es consideren organismes eurihalins perque poden viure en un ampli rang de concentració de sals sense que el seu metabolisme es vegi afectat.
Durant mig segle, aquests peixos es consideraven com a detrimentals per la pesca esportiva, i van ser caçats amb el suport de les autoritats federals dels Estats Units. A la dècada dels 80, es va millorar el coneixement sobre els ecosistemes i el seu balanç, i es va determinar que aquests peixos són essencials per els ecosistemes que habiten.

## Anatomia
Els peixos cocodril són l'espècie més llarga dins la familia dels Lepisosteidae, i són els peixos d'aigua dolça més grans que es poden trobar a l'Amèrica del Nord. Un exemplar jove pot arribar a mesurar aproximadament 180 cm en longitud i pesar aproximadament 45 kg. L'exemplar adult més gran que s'ha capturat mesurava 3 metres i pesava 159 kg, i aquest va ser donat per la persona que el va pescar al Museu de la Ciència Natural del Mississipi. Les femelles solen tenir una mida major que la del mascle, com en moltes altres espècies de peixos. La seva esperança de vida és de 26 a 50 anys.

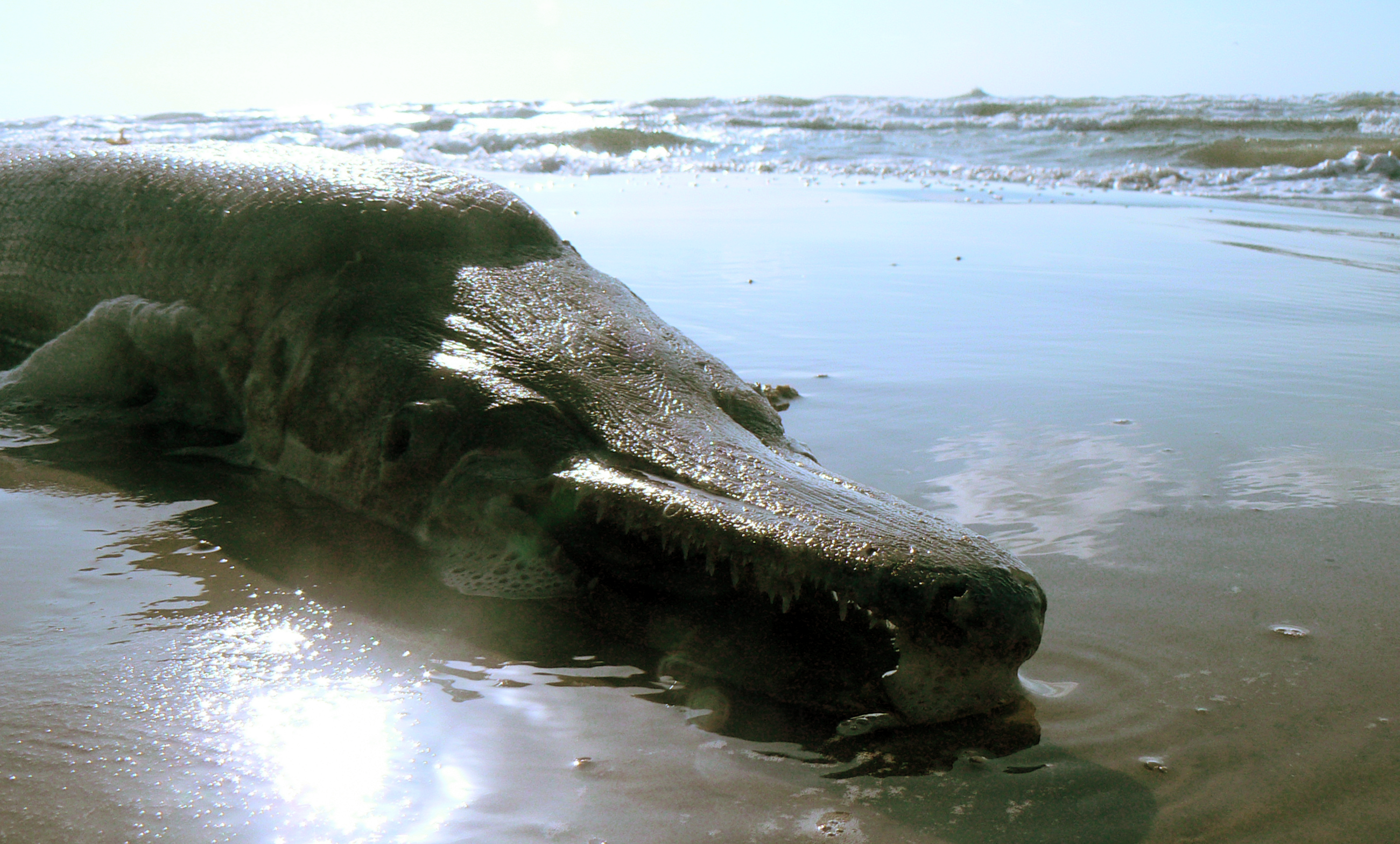
Peix cocodril respirant fora de l'aigua

Tal com indica el seu nom, l'aspecte de cocodril és més pronunciat a la cara, ja que té el musell allargat i amb una mandíbula inferior més curta. Cal destacar la presència d'una doble fila de dents afilades en la seva mandíbula superior, que li permeten empalar i aguantar les seves preses. Les seves aletes dorsals es posicionen a la part final dels seus cossos, mentres que les caudals són asimètriques. Aquestes últimes tenen taques marrons. Poden presentar una línia clara en els seus costats.

## Fisiologia
Els peixos cocodril tenen brànquies, però al contrari d'altres espècies de peixos també presenten una bufeta natatòria altament vascularitzada que els permet suplementar la respiració. Aquesta bufeta natatòria no regula tan sols la flotabilitat, però també els permet respirar fora de l'aigua. Aquesta característica els permet viure en zones d'aigua on altres peixos moririen d'asfíxia.

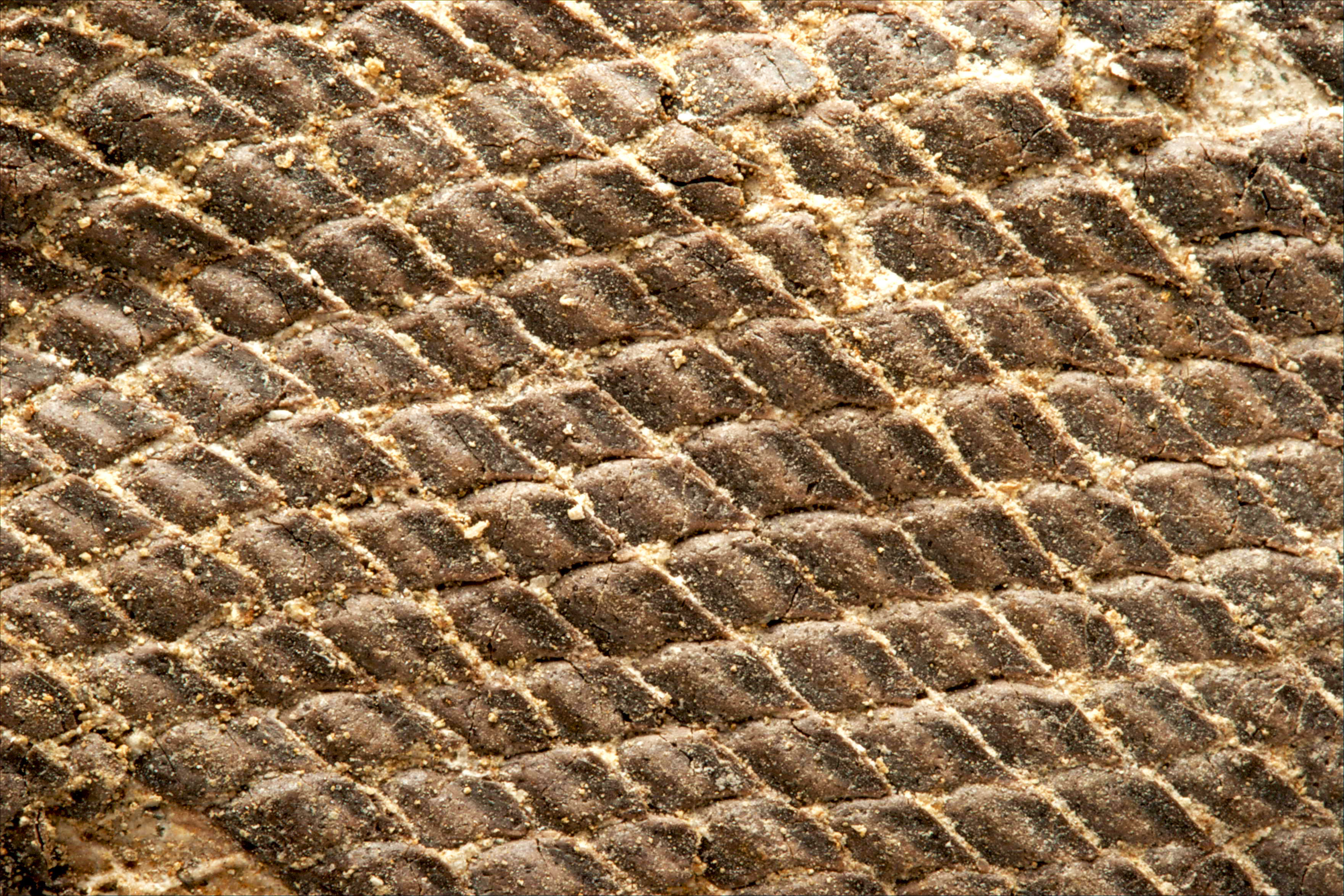
Escates ganoides fossilitzades

Les escates del peix cocodril no són com les de la resta de peixos, que tenen escates elasmòdies flexibles. Els seus cossos es troben protegits per escates ganoides articulables i inflexibles, en forma de rombe. Presenten una capa interna d'os i una capa externa de ganoïna, similar a l'esmalt dental.

## Taxonomia i evolució
Lacépède va ser el primer en descriure el peix cocodril el 1803. Es va batejar com a Lepisosteus spatula, però aquest nom va ser canviat per Atractosteus spatula gràcies a Edward O. Wiley el 1976 per a diferenciar entre espècies de la mateixa família.
Fòssils de l'ordre dels Lepisosteiformes s'han recol·lectat a Europa que daten en els períodes Cretaci i Oligocè. També se n'han recol·lectat a l'Àfrica i a l'Índia del Cretaci.

## Alimentació

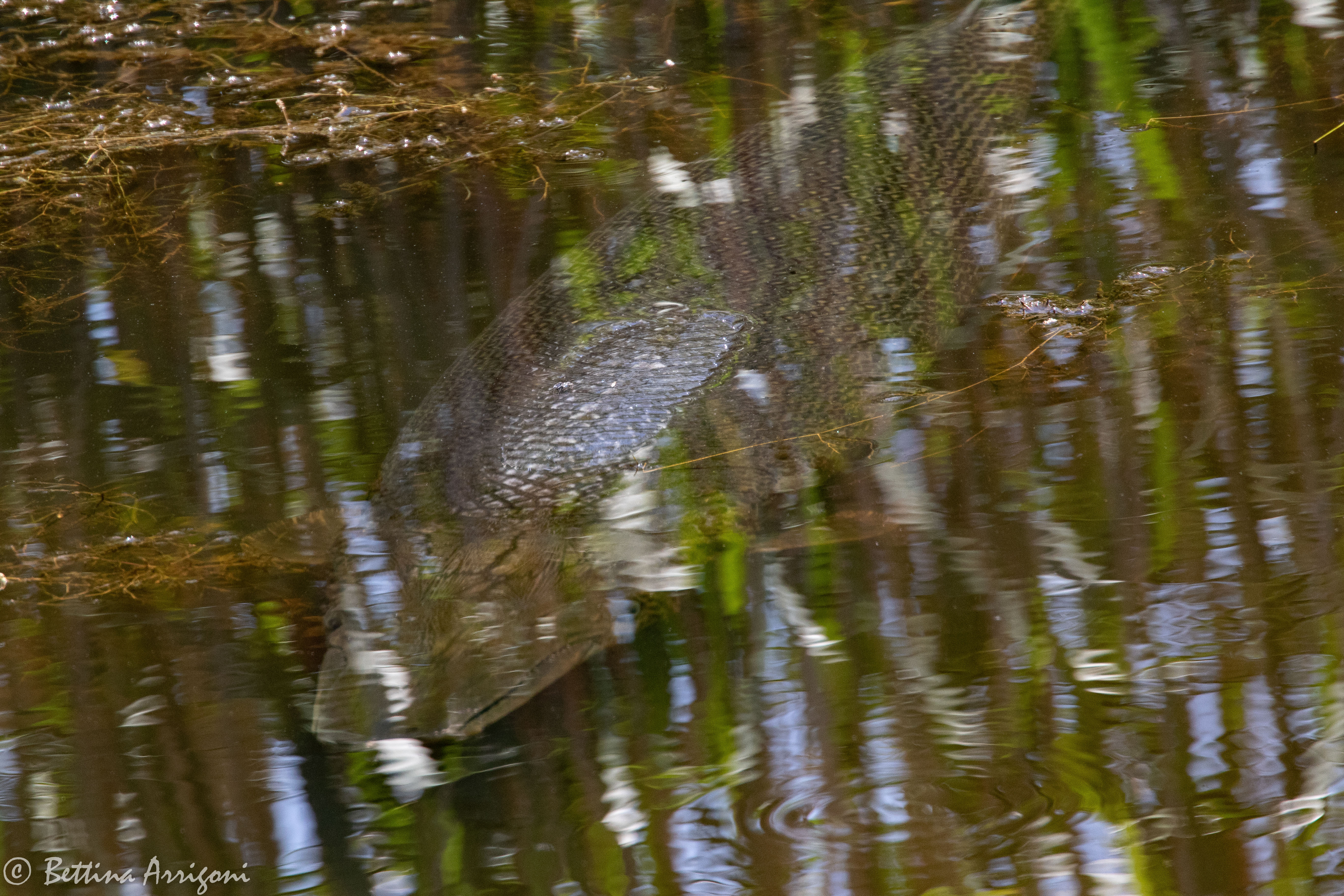
Peix cocodril esperant a la superfície

Aquests peixos són relativament passius, de fet semblen peixos solitaris i lents. Però no us deixeu portar per les aparences, perquè són depredadors que cacen per emboscada. Són caçadors oportunistes de nit, i s'alimenten predominantment de peixos farratgers, petits peixos que serveixen d'aliment per a depredadors més grans. També s'alimenten de crustacis com crancs blaus o gambetes i fins i tot tortugues, aus aquàtiques i altres petits mamífers que es troben flotant a la superfície. La seva forma de caçar consisteix en flotar per sota la superfície i esperar a que la presa nedi al seu abast.
També poden ser carronyaires, depenent de la disponibilitat del seu aliment preferit. També s'han arribat a trobar parts de motors i material de pesca al seu estómac.

## Posta d'ous
Com moltes altres espècies ancestrals, els peixos cocodrils tenen una vida llarga i la seva maduració sexual és tardana. La majoria de femelles no arriben a la maduresa sexual fins a la primera dècada de vida, mentre els mascles hi poden arribar en la meitat de temps. Les condicions per a que es doni la posta estan molt marcades. La seva preparació comença a la primavera amb l'increment del fotoperiodisme i de la temperatura de l'aigua. També es necessiten inundacions per a desencadenar l'esdeveniment. Quan els rius pugen i envaeixen la vegetació, es poden crear pantans que atorguen protecció i un hàbitat ric en nutrients per a les larves dels peixos i els alevins. Un cop la temperatura de l'aigua ha arribat als 20-28 °C i els altres criteris s'han complert, els peixos cocodril es dirigeixen als pantans per a fer la posta.
La posta ocorre quan els mascles se situen al voltant d'una femella embarassada i es comencen a retorçar i xocar amb la femella, cosa que activa l'alliberament dels ous. Els mascles alliberen núvols de llet de peix per a fertilitzar els ous a mesura que s'alliberen a l'aigua. Aquests ous es queden enganxats a la vegetació submergida i comença el desenvolupament. Es necessiten pocs dies per a que les larves eclosionin dels ous, i uns 10 dies per a que aquestes larves s'alliberin de la vegetació i es comencin a moure com a alevins. La producció d'ous és variable, i es creu que depèn de la mida de les femelles. Una fórmula utilitzada per a predir el nombre d'ous que una femella pot produir és 4,1 ous/grams de pes. Amb aquesta fórmula obtenim una mitjana de 150.000 ous per posta. Els ous dels peixos cocodrils són vermells brillants i els humans no en podem ingerir perquè són verinosos.

## Enemics naturals
Aquesta espècie no presenta molts depredadors naturals. Poden ser ingerits per altres peixos més grans quan aquests són joves. L'únic depredador natural conegut dels adults és el cocodril americà.

## Distribució
Els peixos cocodril poden viure en una varietat d'hàbitats aquàtics (com llacs, rius i pantans), però la majoria es troben al sud dels Estats Units en reservoris i llacs.
També se'ls pot trobar en diferents parts de Florida, Georgia, Alabama, Tennessee, Arkansas, Oklahoma i Texas. Ocasionalment s'han observat en el Golf de Mèxic. A Texas i Louisiana, aquests peixos han estat albirats sortint a la superfície en reservoris i rius. El punt més al nord on s'ha albirat el peix ha estat a Meredosia, Illinois, el 1922. El 2016, es va intentar reintroduir els peixos cocodril entre Tennessee i Illinois per a frenar la expansió de la carpa asiàtica.

Cal destacar que s'han produint albiraments d'aquests peixos en diferents regions del planeta, com Hong Kong (on després dels seus albiraments van sortir titulars que parlaven de peixos que s'alimentaven d'humans). 

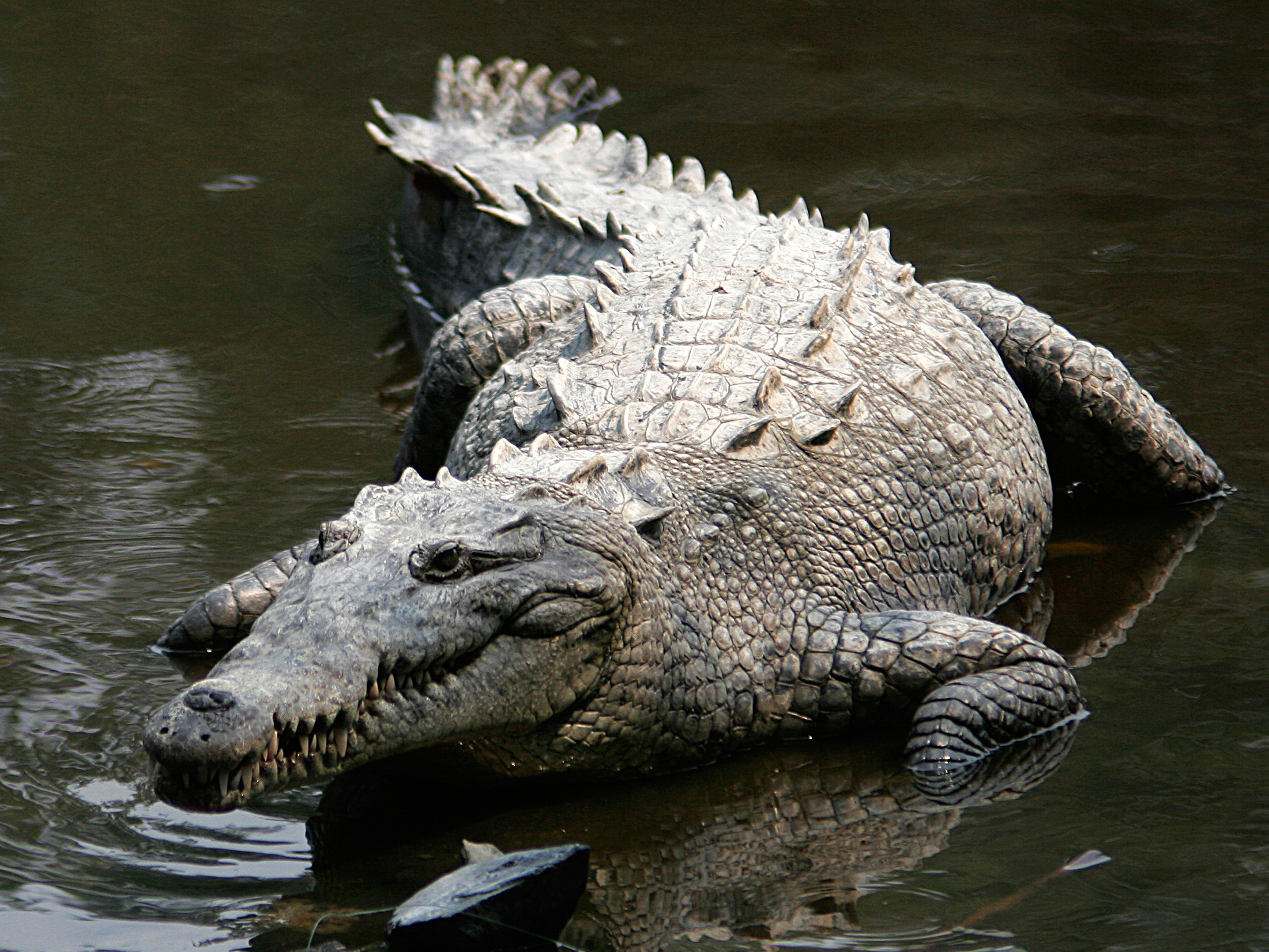
Cocodrylus acutus (cocodril americà)

## Usos humans

### Història
Els Natius amerindis dels Estats Units i els caribenys utilitzaven les escates d'aquest peix per a produir diferents instruments com ara puntes de fletxes. Els habitants d'Arkansas utilitzaven els seus olis com a repel·lents per a les mosques negres.
Durant gairebé mig segle, els peixos cocodrils eren considerats com a invasores per les autoritats i van ser perseguits per a protegir les poblacions locals de peixos. Aquest control de l'espècie també es feia per a evitar suposats atacs a humans, però aquesta acusació es basa únicament en danys ocasionals causats en els vaixells on estaven capturats els peixos. El 1992, el canal KUHT va publicar un programa anomenat The Alligator Gar: Predator or Prey?. Va ser el primer programa publicat durant l'època on encara es referia a aquest peix com a "trash fish". En aquest punt va començar a guanyar popularitat i al cap d'una dècada es van començar a prendre accions per a protegir i preservar les poblacions que quedaven d'aquests peixos als Estats Units.

### Pesca esportiva
El peix cocodril va començar a guanyar popularitat degut a la seva aparició en programes de televisió. Això va produir que s'anés perdent la percepció de peix que només causava molèsties, fins a convertir-se en una important presa esportiva.